# Уолдер, Кевин
Кевин Эмануэль Уолдер Мендес (исп. Kevin Emanuel Walder Méndez; 13 апреля 2006 года, Эль-Чорильо, Панама) — панамский футболист, вингер клуба «Пласа Амадор».

## Клубная карьера
Родился в Эль-Чорильо, где начал играть в футбол в возрасте семи лет. Как и многие панамцы, первоначально играл на необорудованных грунтовых полях. В 15 лет присоединился к академии клуба «Пласа Амадор». Дебютировал 13 марта 2023 года в домашнем матче против «Эрреры», заменив на 76-й минуте Даниэля Апарисио. Тогда же игроком заинтересовался колумбийский «Энвигадо», однако трансфер не состоялся.

## Карьера в сборной
В составе юношеской сборной принял участие в чемпионате КОНКАКАФ 2023. За сборную дебютировал 12 февраля в первом матче группового этапа против сборной Гватемалы, выйдя в стартовом составе и забив победный гол. В следующей игре оформил первый в карьере дубль, принеся победу над сборной Кюрасао. Забив три гола в трёх матчах группы и выведя свою команду в плей-офф, Уолдер был включён в символическую сборную группового этапа. В игре 1/8 финала со сборной Кубы поучаствовал в каждом из двух голов своей сборной. С командой дошёл до полуфинала, где разгромно уступил сборной Мексики. По итогам турнира Панама квалифицировалась на чемпионат мира, а Уолдер был включён в символическую сборную. Осенью с командой отправился на мундиаль в Индонезию, где не отметился результативными действиями, а Панама заняла последнее место.

## Стиль игры
Майк Стамп, бывший наставник юношеской сборной Панамы, который работал с Уолдером, описывал его как профессионала, несмотря на его небольшой возраст, а среди сильных сторон отмечал грамотное позиционирование. Сам Кевин говорит о себе как о стойком и решительном игроке, который всегда старается максимально использовать свои шансы. По стилю игры похож на Хулиана Альвареса, а подражает Габи Торресу.

## Достижения
Индивидуальные
- Символическая сборная чемпионата КОНКАКАФ среди команд до 17 лет: 2023